# Perconia respersaria
Perconia respersaria là một loài bướm đêm trong họ Geometridae.